# Melchior Schäfer
Melchior Schäfer (* 28. Oktober 1682 in Lauban, Schlesien, heute: Polen; † 9. Juli 1738 in Görlitz, Oberlausitz, Sachsen, heute: Deutschland) war ein evangelischer Pastor und Prediger in Görlitz, der durch seine pietistische Gesinnung in Konflikt mit der lutherischen Obrigkeit geriet.

## Leben
Schäfers gleichnamiger Vater war Bürgermeister von Lauban. Melchior junior ging auf das Gymnasium in Lauban, bevor er im Jahr 1703 in Leipzig das Studium der evangelischen Theologie und Philosophie begann. Unter seinem Professor Günther gehörte er einer Predigergesellschaft an. Theodor Neumann zählt daneben auch Olearius, Pröleus, Seligmann und Pipping zu Schäfers Lehrern in Leipzig. Günther führte Schäfer in Philipp Jacob Speners Schriften ein, die ihn überzeugten, so dass er sich dem Pietismus zuwandte.
Am 4. Februar 1706 promovierte er mit der Disputation: De phantasia ejusque affectibus cum applicatione ad fanaticos zum Magister der Philosophie. Vergebens suchte er anfänglich nach offenen Predigerstellen, also kehrte er im Jahr 1708 in seine Heimatstadt Lauban zurück. Im Jahr 1709 wurde er als evangelischer Pfarrer nach Holzkirch (heute: Kościelnik) in Schlesien berufen. Der ebenfalls pietistisch gesinnte und in Schlesien tätige Pfarrer Johann Christoph Schwedler übte in Holzkirch großen Einfluss auf ihn aus. Am 2. Februar 1712 wurde Schäfer Prediger an der Görlitzer Dreifaltigkeitskirche. Seit November 1713 führte er zusätzlich sogenannte Erbauungsstunden und Kindergottesdienste durch. Schäfers Predigten waren eindeutig pietistisch gesinnt, Bekenntnisschriften maß er wenig Bedeutung zu, dafür aber den Unternehmungen Zinzendorfs. Schäfer führte in Holzkirch Zinzendorfs Herrnhuter Gesangbuch ein und organisierte auch private Zusammenkünfte der geistlich Erweckten. Mit dem Berthelsdorfer Pastor Johann Andreas Rothe und dem Baron Friedrich von Wattenwyl gehörte Schäfer dem im Jahr 1723 von Zinzendorf gegründeten vierköpfigen Spezialbund an, die zu Konferenzen zur Ausbreitung des Pietismus und zur Gründung der Herrnhuter Brüdergemeine führten.
Seine Freundschaft und geistliche Nähe zu Zinzendorf wurde ihm schließlich in Görlitz zum Verhängnis. Aufgrund eines Rescripts vom 18. August 1727 wurde Schäfer zum Oberkonsistorium nach Dresden vorgeladen. In Görlitz las er darauf von der Kanzel eine ihm vorgegebene Erklärung vor, um seine bisherigen Ideen und gelegentlich scharfen Ausdrücke zurückzunehmen. 1729 beschuldigte ihn der Jesuit Karl Xaver Regent in einer Schrift, unevangelisch bzw. der reichsrechtlich anerkannten Augsburger Konfession zuwider zu lehren; die Anhänger Schäfers nannte er Schefferianer. Schäfer versuchte, sich durch eine Schrift zu verteidigen, die 1730 in Herrnhut erschienen war. Regent verfasste erneut eine Schäfer angreifende Schrift, worauf Schäfer sich wieder durch eine Schrift verteidigte. Auf Regents Seite schlug sich nun auch der Görlitzer Oberamtsadvocat und Senator Georg Bernhard Schuttes, der ebenfalls eine Streitschrift gegen Schäfer verfasste. Schäfer halte sich nicht an die ihm in Dresden vorgegebenen Weisungen, er sei auch dem Spiritismus und Religionsindifferentismus zugetan. Die Schrift war ein weiteres Beispiel dafür, wie schwer es die lutherisch Orthodoxen Schäfer in seiner Amtsausübung machten. Schäfer begann daraufhin zu kränkeln und starb am 9. Juli 1738 im Alter von 55 Jahren an einem plötzlichen Schlaganfall.

## Familie
Schäfer war verheiratet mit Martha Gehler (* 18. Oktober 1696 in Ludwigsdorf; † 11. Dezember 1752). Sie siedelte nach dem Tod ihres Mannes 1738 nach Herrnhut über.

## Schriften (Auswahl)
- Dissertatio Academica De Phantasia Eiusque Effectibus Cum Applicatione Ad Fanaticos. Leipzig 1706 (Online).
- Der ietzige Betrübte Zustand der Stadt Görlitz, 1730 (Digitalisat).